# Antonio José Urdinola Uribe
Antonio José Urdinola Uribe (Tuluá, 22 de octubre de 1939) es un economista y político colombiano, que se desempeñó como Ministro de Hacienda y Crédito Público durante la presidencia de Ernesto Samper Pizano.

## Biografía
Nació en Tuluá, al oriente del Departamento de Valle del Cauca, en octubre de 1939, hijo de Antonio José Urdinola Victoria y Maritza Uribe Rebolledo. Su madre era sobrina nieta del caudillo liberal Rafael Uribe Uribe.
Estudió Economía en la Universidad de Los Andes, de dónde se graduó en 1962; así mismo, posee un diploma en política del desarrollo en la Escuela de Economía de Londres, una Maestría en Economía de la Universidad de Chicago y un Doctorado en Economía de la Universidad Harvard (Estados Unidos).
En el plano privado fue gerente regional del Banco de Bogotá, Presidente de la Compañía Colombiana Automotriz, de la Asociación de Compañías de Financiamiento Comercial y director del Instituto Colombiano de Comercio Exterior (1976-1979), así como consultor económico para la Organización de Naciones Unidas, el Banco Mundial, la Comisión Económica para América Latina y el Caribe y la Corporación Andina de Fomento. También fue miembro de las juntas directivas de los bancos de Bogotá y Bancolombia, de Carvajal, de Levapan, de Propal, de Hocol, de la Cervecería Bavaria, de Valorem, del Grupo Aval, de la Grupo Energía Bogotá, de Isa, de Isagen y de Cálidda.
Trabajó para el gobierno de Colombia como director de la Unidad de Estudios Industriales y Agrarios del Departamento Nacional de Planeación (1967-1969) y agregado comercial de la Embajada de Colombia en Londres (1969-1970). En el campo político fue Concejal de Cali, entre 1972 y 1974, Presidente de Ecopetrol en 1997 y Ministro de Hacienda y Crédito Público de Colombia entre 1997 y 1998, durante la presidencia de Ernesto Samper Pizano. También fue Tesorero General del Partido Liberal.
Ha sido profesor de Teoría económica y Moneda y banca en la Universidad del Valle, la Universidad Nacional de Colombia y la Universidad de los Andes. Fue condecorado con la Cruz de Boyacá, la Orden Francisco de Miranda, la Orden de la Democracia y de las Ciudades Confederadas de Valle del Cauca. Desde 1984 es miembro de la Academia Colombiana de Ciencias Económicas.